# Slik
Slik fue una banda escocesa de pop, conocida por ser la primera banda que tuvo su vocalista y guitarrista Midge Ure, quien después desarrolló su trayectoria musical como líder de la banda new wave Ultravox y gestor de Band Aid y Live Aid. Su estilo era el de un pop comparable con Ten Years After y Bay City Rollers, aunque también estuvo dentro del glam rock. Su trayectoria era promisoria con el éxito de su canción de 1975, "Forever And Ever", pero el surgimiento del movimiento y género Punk obligaría a la banda cambiarse de nombre y a integrarse a este estilo musical. Además de Ure, algunos de sus integrantes también alcanzarían algo de reconocimiento, formando parte de distintos escenas y grupos musicales de Escocia.

## Integrantes
- Jim McGinlay (nació el 9 de marzo de 1949, nombre original James Anthony McGinlay) (1974-1977)
- Kevin McGinlay (1973-1974)
- Hugh McGinlay
- Ernie Slater
- Midge Ure (1974-1977)
- Billy McIsaac (1974-1977)
- Kenny Hyslop (1974-1977)
- Russell Webb (1977)

## Historia

### Comienzos: Salvation
Los hermanos Kevin en la voz y Jim McGinlay en el bajo formaron en 1970 un grupo llamado Salvation con el propósito de seguir los pasos a Ten Years After. El grupo, a pesar de ganar popularidad dentro de su propio círculo musical, sufría distintos cambios de alineación, quedando los hermanos McGinlay siempre como únicos miembros permanentes. En marzo de 1972, los hermanos McGinlay armaron una vez más la banda, reclutanto a Kenny Hyslop en la batería, a Billy McIsaac en los teclados y a Midge Ure en la guitarra, por lo que Kevin McGinlay solo se encargaría de la voz. Ure, quien era conocido como Jim (diminutivo de su nombre real James) al momento de unirse a Salvation, tuvo que revertir este sobrenombre, siendo conocido a partir de entonces como "Midge", cuya pronunciación era este sobrenombre al revés, ya que la banda tenía dos miembros llamados "Jim".
En abril de 1974, Kevin McGinlay decide dejar Salvation para emprender su carrera como solista.

### Slik
En noviembre, Salvation pasa a ser Slik. Bill Martin y Phil Coulter incursionaron como guías en esta agrupación, escribiendo parte de su repertorio de canciones. Martin y Coulter eran una sociedad, que también se encargaba en ese entonces de escribir canciones para Bay City Rollers. Esto hizo que Slik combinara glam con el romanticismo de las boy-bands, muy comunes en ese entonces.
Slik se suscribió a Bell Records, y lanzó su primer sencillo Boogiest Band In Town en 1975, el cual tenía un estilo glam. Pero el disco fracasó en ventas, a pesar de la aparición de la banda en la película glam, Never Too Young To Rock, realizada ese mismo año. Los verdaderos primeros éxitos vendrían con Forever And Ever y Requiem, a comienzos de 1976, los cuales harían de Slik una banda prometedora en el negocio de bubblegum pop y el glam.
En medio del éxito, Bell, el sello que había producido los éxitos de Slik, pasó a ser Arista. Pero durante 1976, surgirían cambios radicales en las escena musical británica. El punk rock estaba surgiendo con fuerza en Inglaterra, y Escocia también sentiría las consecuencias de eso, provocando que al final del año Slik ya no tenga la popularidad de comienzos de ese año, e inclusive el álbum debut homónimo (Slik), salido por ese entonces, resultó un fracaso comercial. Incluso la banda lanzó su sencillo The Kid's A Punk, cuya canción homónima y principal fue compuesta en respuesta a los Sex Pistols y el punk rock, ya populares por la juventud y el mercado musical local, pero también fue un fracaso. 1976 había comenzado bien y terminado de una manera contraria para la banda.
En marzo de 1977, y aún realizando más canciones, el grupo pasó por la salida de Jim McGinlay, quien regresó a colaborar con su hermano Kevin, siendo reemplazado por Russell Webb.
Con su proposición inicial destruida por el punk, el grupo adoptaría este género, cambiando de nombre a PVC2, el cual Después, Ure se iría a formar parte de Rich Kids y de ahí de Visagey Ultravox, y los demás miembros cambiarían otra vez el nombre de la banda a The Zones. Finalmente, Hyslop se iría a The Skids, y luego a Simple Minds.
Probablemente el nombre de "Slik" se conservó aún después del ingreso de Webb. Aun así, esta banda es también llamada como "Slik/PVC2", tal vez porque el verdadero cambio no fue con la partida de Jim McGinlay restante y/o el ingreso de Webb, sino por la partida de Midge Ure, a pesar de que la música de la etapa Slik y la de PVC2 tienen diferencias abismales, siendo caracterizados por los estilos bubblegum y glam, y punk, respectivamente.

## Discografía

### Sencillos
- The Boogiest Band In Town (1975).
- Forever And Ever (1976) — Número 1 en el Reino Unido.
- Requiem (1976) — Número 24 en el Reino Unido.
- The Kid's A Punk (1976).

### Álbumes
- Slik — Número 58 en el Reino Unido.

### Recopilatorios
- Forever And Ever.
- The Best Of Slik (200?).